# Rodolfo Emilio Giuseppe Pichi-Sermolli
Rodolfo Emilio Giuseppe Pichi-Sermolli (Florença, 24 de fevereiro de 1912 — Montespertoli, 22 de abril de 2005) foi um botânico italiano que se destacou no campo da pteridologia.

## Biografia
Pichi-Sermolli nasceu em Florença, filho de Giuseppe Pichi-Sermolli e de Maria Del Rosso. Formou-se em história natural na Universidade de Florença em 1935. Casou com Carla Bernardini em 9 de abril de 1942, com que teve dois filhos.
Foi assistente no Instituto de Botânica da Universidade de Florença de 1935 a 1958, passando então a professor de Botânica na Universidade de Sassari (Università degli Studi di Sassari), na Sardenha, cargo que exerceu em 1958 e 1959. A partir de 1959 passou a professor no Instituto de Botânica da Universidade de Génova (Università degli Studi di Genova), funções que acumulou com as de director do Jardim Botânico de Génova (Orto botanico dell'Università di Genova). Manteve nesse período importante colaboração com as Universidades de Siena e Perugia.
A principal importância do trabalho de Pichi-Sermolli está ligada à sua extensa actividade de investigação, em particular aos trabalhos de camppo que realizou. Em 1934 esteve na Líbia, em 1937 na [Etiópia]], onde estudou a flora da região costeira do Lago Tana, e, posteriormente, em diferentes partes do mundo, na colecta e estudo da flora dessas regiões, concentrando-se nas Pteridófitas (principalmente nos grupos de fetos). Estudou as colecções de pteridófitos que obteve directamente de suas expedições, especialmente na África, mas também espécies do México, Hawaii, Nova Zelândia e Polinésia, entre outras regiões.
Mais tarde, colaborou como especialista da UNESCO no estudo da vegetação das regiões áridas, e nessa capacidade estudou a vegetação de algumas regiões da Austrália, Ásia, América e África, bem como naturalmente do sul da Europa.
Pichi-Sermolli foi um reconhecido especialista na ecologia e fitogeografia da África tropical, tendo também trabalhado nos campos da taxonomia vegetal e da pteridologia.
Ao longo da sua carreira colectou um importante herbário, conhecida agora como o Herbário de Pichi-Sermolli, o qual contém cerca de 25 000 espécimes de pteridófitos, dos quais pelo menos 20 000 estão classificados de forma segura e os restantes atribuídos provisoriamente, mas todos disponíveis para verificações e controlos. Muitos dos espécimes deste herbário serviram de base para trabalho taxonómico, com relevo para múltiplos espécimes tipo que serviram de base à descrição científica das espécies a que pertencem e que são importantíssimos em matéria de sistemática e taxonomia.
O herbário contém, para além dos espécimes herborizados por Pichi-Sermolli, muitos exemplares obtidos por permuta com investigadores e correspondentes qualificados de todo o mundo. Após o falecimento de Pichi-Sermolli, o herbário foi adquirido pela Universidade de Florença e integrado no âmbito das colecções fundadas por Filippo Parlatore.

## Obras publicadas
Entre muitas outras obras, é autor das seguintes publicações:
- Pichi-Sermolli, Rudolfo E. G. Authors of Scientific Names in Pteridophyta. Royal Botanic Gardens, Kew. 1996. 78pp, PB. ISBN 0-947643-90-7.
- Pichi-Sermolli, Rudolfo E. G. Index Filicum, Supplementum Quartum, pro Annis 1934-1960 [Index to the Ferns, Fourth Supplement, for Years 1934-1960]. International Bureau for Plant Taxonomy and Nomenclature, Utrecht, Netherlands. 1965. vi/370 pp., PB.
- Pichi-Sermolli, Rudolfo E. G. "A provisional catalogue of the family names of living pteridophytes." Webbia 25: 219 - 297. 1970.
- Pichi-Sermolli, Rudolfo E. G. "Historical review of the higher classification of the Filicopsida." In Jermy, A.C., Crabb, J.A. & Thomas, B.A. eds, Phylogeny and Classification of the Ferns. Suppl. 1 Bot. J. Linn. Soc. 67: 11 - 40, f. 1 - 8, pl. 1 - 19. 1973.
- Pichi-Sermolli, Rudolfo E. G. "Tentamen pteridophytorum genera in taxanomicum ordinam redigendi." Webbia 31: 315 - 512. 1977.